# Hartz-concept
Het Hartz-concept gaat om de voorstellen van de commissie "Moderne Dienstleistungen am Arbeitsmarkt", die in Duitsland onder leiding van Peter Hartz bijeenkwam en die in augustus 2002 haar eindrapport presenteerde. 
De aanbevelingen om het Duitse arbeidsmarktsysteem te hervormen werden omgezet in maatregelen die in vier pakketten werden geïmplementeerd. Hartz I en Hartz II werden van kracht 1 januari 2003, Hartz III volgde op 1 januari 2004. Het meest bekende en drastische pakket Hartz IV werd door de Bondsdag op 16 december 2003 goedgekeurd, door de Bundesrat op 9 juli 2004 en trad in werking op 1 januari 2005.
Vooral het begrip Hartz IV is in Duitsland zeer bekend geworden. Hierdoor werd het Duitse systeem van werkloosheidsuitkeringen voor langdurig werklozen (Arbeitslosenhilfe) en het systeem van sociale uitkeringen (Sozialhilfe) samengevoegd en vastgesteld op de laatste, tevens laagste van de twee uitkeringen.